# Aidan Hutchinson
Aidan Hutchinson (Plymouth, 9 agosto 2000) è un giocatore di football americano statunitense che milita nel ruolo di defensive end per i Detroit Lions della National Football League (NFL).

## Carriera universitaria
Nella sua prima stagione a Michigan nel 2018, Hutchinson disputò tutte le 13 partite mettendo a segno 15 tackle. L'anno seguente partì sempre come titolare, totalizzando 68 tackle e 4,5 sack.
Nel 2020 Hutchinson disputò come titolare le prime tre gare, prima di subire un infortunio che pose fine alla sua stagione. Nel 2021 stabilì un record stagionale dell'istituto con 14 sack. Divenne il primo difensore ad essere nominato miglior giocatore della finale della Big Ten Conference. A fine anno si piazzò secondo nelle votazioni dell'Heisman Trophy dietro a Bryce Young.

## Carriera professionistica

### Detroit Lions
Hutchinson era considerato da diverse pubblicazioni come il favorito per essere scelto come primo assoluto nel Draft NFL 2022. Alla fine il 28 aprile fu scelto come secondo assoluto dai Detroit Lions con i quali firmò il suo contratto da rookie il 9 maggio, un impegno quadriennale, con un'opzione per un quinto anno, per un compenso complessivo di 37,5 milioni di dollari totalmente garantiti.

#### Stagione 2022

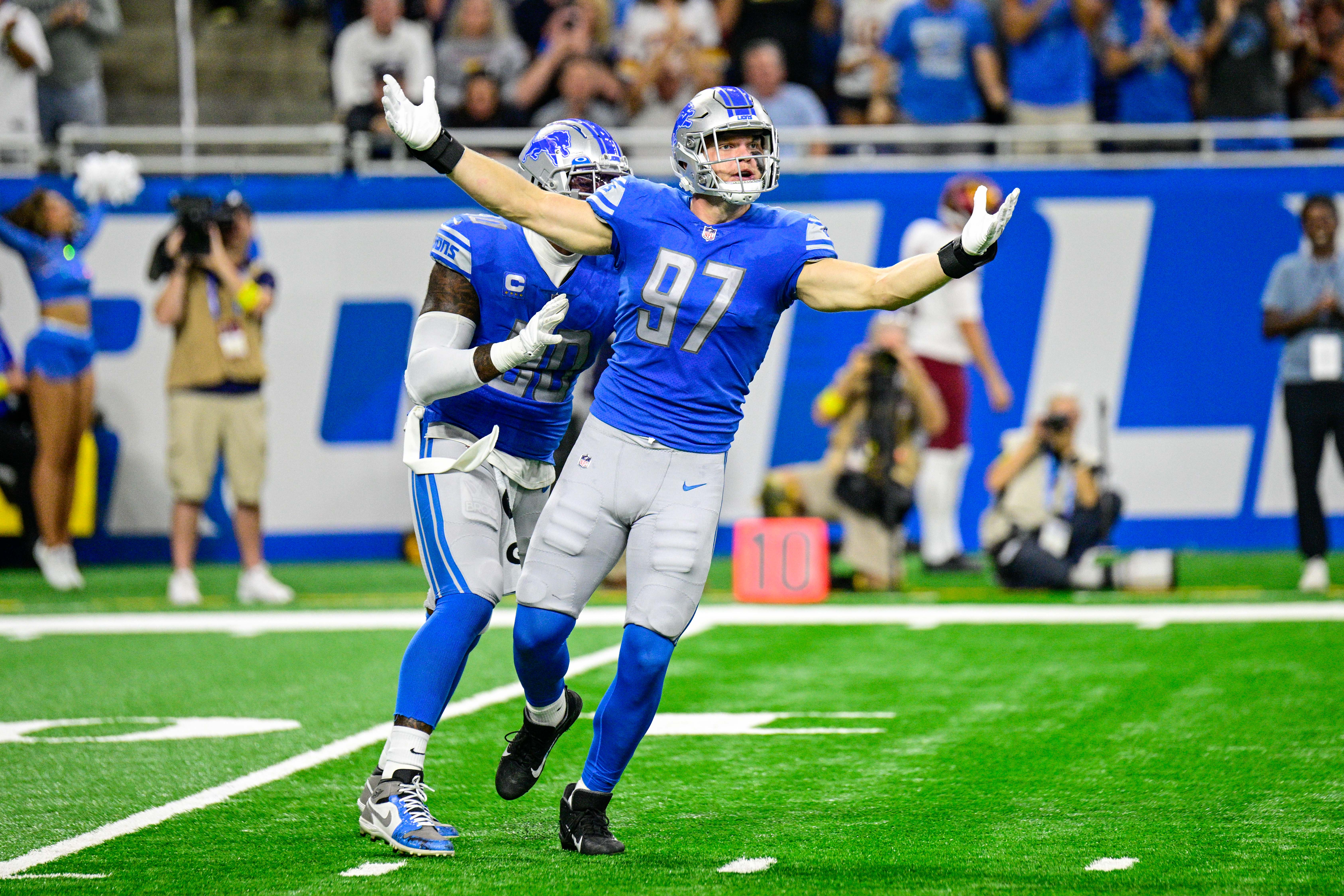
Hutchinson nel 2022

Hutchinson debuttò come professionista partendo come titolare nella sconfitta della settimana 1 contro i Philadelphia Eagles, mettendo a segno un placcaggio. La settimana successiva esplose con tre sack nella vittoria sui Washington Commanders, tutti nel primo tempo. Tornò a placcare il quarterback avversario nella settimana 7 con 1,5 sack contro i Dallas Cowboys. Nella partita della settimana 9 contro i Green Bay Packers mise a segno il suo primo intercetto in carriera. Nell'undicesimo turno fece registrare un altro intercetto e recuperò un fumble nella vittoria sui New York Giants, venendo premiato come difensore della NFC della settimana e come rookie della settimana. Alla fine di novembre fu premiato come miglior rookie difensivo del mese grazie a 13 placcaggi, un sack, un fumble recuperato e due intercetti. Nel penultimo turno fece registrare il suo terzo intercetto, oltra a un sack condiviso, nella vittoria sui Chicago Bears. A fine stagione fu premiato nuovamente come rookie difensivo del mese per le gare di dicembre e gennaio in cui mise a referto 21 placcaggi, 4 sack, un fumble recuperato e un intercetto. La sua prima annata si chiuse guidando tutte le matricole con 9,5 sack, oltre a 52 tackle e 3 intercetti. Questi ultimi furono un record NFL stagionale per un defensive lineman. Fu inserito nella formazione ideale dei rookie dalla Pro Football Writers of America. Fu inoltre secondo nel premio di rookie difensivo dell'anno dietro a Sauce Gardner.

#### Stagione 2023
Nel terzo turno della stagione 2023, Hutchinson fu premiato come miglior difensore della NFC della settimana dopo avere fatto registrare 4 placcaggi, 2 sack, 2 passaggi deviati, un fumble forzato e uno recuperato nella vittoria sugli Atlanta Falcons. Due settimane dopo mise a segno uno spettacolare intercetto a una mano e l'unico sack del pomeriggio dei Lions nella vittoria sui Carolina Panthers. Nell'undicesimo turno mise a referto il suo primo sack dalla settimana 5, dando luogo alla safety che chiuse la partita contro i Chicago Bears. Nell'ultima giornata, con i Lions già certi della vittoria del primo titolo di division in trent'anni, Hutchinson mise a referto due sack nella vittoria sui Vikings. A fine stagione fu convocato per il suo primo Pro Bowl dopo avere fatto registrare 51 placcaggi, 11,5 sack, 3 fumble forzati e un intercetto.

#### Stagione 2024
Nel secondo turno contro i Tampa Bay Buccaneers Hutchinson mise a segno un nuovo primato personale di 4,5 sack (3 dei quali nel primo quarto) nella sconfitta per 20-16. Alla fine di settembre fu premiato come miglior difensore della NFC del mese, in cui guidò la NFL con 6,5 sack. Nel sesto turno contro i Dallas Cowboys si ruppe tibia e perone, perdendo tutto il resto della stagione.

## Palmarès
- Convocazioni al Pro Bowl: 1

2023
- Difensore della NFC del mese: 1

settembre 2024
- Difensore della NFC della settimana: 2

11ª del 2022, 3ª del 2023
- Rookie difensivo del mese: 2

novembre 2022, dicembre 2022/gennaio 2023
- Rookie della settimana: 1

11ª del 2022
- PFWA All-Rookie Team - 2022
- Pepsi NFL rookie dell'anno - 2022

## Statistiche

### Stagione regolare
| Stagione | Stagione | Stagione | Stagione | Difesa  | Difesa  | Difesa  | Difesa | Difesa | Difesa | Difesa  |
| Anno     | Squadra  | P        | PT       | T. tot. | T. sol. | T. ass. | Sack   | Int.   | P. Dev | Fmb. F. |
| -------- | -------- | -------- | -------- | ------- | ------- | ------- | ------ | ------ | ------ | ------- |
| 2022     | DET      | 17       | 17       | 52      | 34      | 18      | 9,5    | 3      | 3      | 0       |
| 2023     | DET      | 17       | 17       | 51      | 36      | 15      | 11,5   | 1      | 7      | 3       |
| 2024     | DET      | 5        | 5        | 19      | 12      | 7       | 7,5    | 0      | 0      | 1       |
| Totale   | Totale   | 39       | 39       | 122     | 82      | 40      | 28,5   | 4      | 10     | 4       |

### Play-off
| Stagione | Stagione | Stagione | Stagione | Difesa  | Difesa  | Difesa  | Difesa | Difesa | Difesa | Difesa  |
| Anno     | Squadra  | P        | PT       | T. tot. | T. sol. | T. ass. | Sack   | Int.   | P. Dev | Fmb. F. |
| -------- | -------- | -------- | -------- | ------- | ------- | ------- | ------ | ------ | ------ | ------- |
| 2023     | DET      | 3        | 3        | 10      | 8       | 2       | 3,0    | 0      | 2      | 0       |
| Totale   | Totale   | 3        | 3        | 10      | 8       | 2       | 3,0    | 0      | 2      | 0       |

Fonte: Football Database
In grassetto i record personali in carriera - Statistiche alla settimana 6 della stagione 2024